# Simon Mathew
Simon Mathew (Grenaa, 17 mei 1983) is een Deense zanger. Hij verkreeg internationale bekendheid door zijn deelname aan het Eurovisiesongfestival van 2008, waarbij hij Denemarken vertegenwoordigde met het lied All night long.

## Biografie
Mathew komt uit een gezin van vijf kinderen. Hij groeide samen met zijn broers en zussen op in Hirtshals in een muzikale familie. Hij kreeg op vijftienjarige leeftijd een platencontract bij een Deense platenfirma. Samen met zijn zussen Rebekka (ex-lid van de Deense popgroep Creamy) en Sabina (ex-zangeres van JamPack) toerde hij door de Verenigde Staten, Afrika, Australië en Denemarken.
In 2005 won Mathew Idols: Ærlig Jagt. Ægte Talente, de Deense equivalent van Idool in België of Idols in Nederland. Vervolgens bracht hij zijn debuutalbum Simon Mathew uit. In 2007 won Mathew opnieuw een televisieshow: Vild med dans ('Wild van dansen'), het Deense equivalent van Dancing with the Stars.
Zijn tweede album All for fame uit kwam uit in het voorjaar van 2008. Kort daarop won hij met het liedje All night long de Melodi Grand Prix, de Deense nationale voorronde voor het Eurovisiesongfestival. Hierdoor mocht hij Denemarken gaan vertegenwoordigen op het Eurovisiesongfestival 2008 in de Servische hoofdstad Belgrado. Daar boekte hij vooral succes in de halve finale, waar hij zich met 112 punten ruimschoots kwalificeerde voor de finale. In de finale viel zijn resultaat echter tegen; daar werd hij namens Denemarken 15de, met 60 punten.
Mathew steunt Good Hope Blind Mission in Kerala, India. Deze organisatie werd opgericht door zijn vader en steunt 35 blinde families in nood.
Daarnaast werkt hij mee aan Ungdomsproblemer.dk (jongerenproblemen) en volgt hij een politieopleiding, waarvan hij de basisopleiding voltooid heeft.
In 2021 speelde hij de rol van Kraul in de misdaadserie White Sands.
Sinds vier jaar woont Mathew in Kopenhagen.

## Discografie

### Albums
- Simon Mathew (2005)
- All For Fame (2008)

### Singles
- These Arms (2005) - nr. 3 in Denemarken
- You Are the Music in Me (2007)

## Trivia
- Zijn broer, Andreas Mathew is tevens zijn manager.
- Mathew zong samen met zijn zus, Rebekka, de Deense soundtrack in voor High School Musical 2.
- Mathew is opgegroeid in een christelijke familie en is gelovig. Hij heeft twee tatoeages: 'passion' op zijn linker onderarm en een kruis op zijn linkerbovenarm.